# Mosteiro Shaolin do Sul
O Mosteiro Shaolin do Sul (Nan-Shaolin, 南少林) é o nome de um mosteiro budista cuja existência e localização são controversas. De acordo com a tradição, é considerado uma fonte de nan quan.

## Lenda
De acordo com a lenda, durante a dinastia Tang, no reinado do imperador Taizong de Tang, vários monges do mosteiro Shaolin de Henan foram enviados ao sul da China para combater os piratas. Com a supressão dos piratas, os monges permaneceram na região para apoiar a guarnição local, e fundaram o mosteiro Shaolin do sul. Durante a dinastia Tang, os monges shaolins eram utilizados para auxiliar o exército. No seu apogeu, o mosteiro Shaolin chegou a possuir nove filiais. Com a extinção das unidades militares shaolins, as filiais do mosteiro Shaolin desapareceram. No final da dinastia Qing, só o templo de Henan continuava existindo.
Outra lenda popular diz que, desde que foi fundado em 495, imperadores de todas as dinastias chinesas utilizaram o templo Shaolin como templo imperial. Era lá que os imperadores rezavam pelo povo. Ele também foi o local de nascimento do zen. O mosteiro Shaolin do sul tinha a reputação de ser um centro revolucionário, e o abade se recusava a fazer parte do exército imperial ou receber ordens do imperador. Num esforço para esmagar a crescente rebelião, o exército Qing atacou e incendiou o mosteiro Shaolin do sul em meados do século XIX. Apenas os mais hábeis monges conseguiram escapar.
Alguns registros dizem que o mosteiro Shaolin do sul foi incendiado pelo exército Qing, e não o mosteiro Shaolin de Henan. Segundo esses registros, apenas os Cinco Anciões mantiveram a memória do mosteiro Shaolin do sul. Esses anciões teriam se espalhado pelo sul da China, dando origem a estilos marciais como o hung gar, lau, choi, lee, mok, wing chun e choy lay fut. Diz-se que, após a destruição do primeiro templo, Jee Sin Sim See, um dos Cinco Anciões, construiu um novo templo na Montanha dos Nove Lótus. Esse novo templo teria sido destruído, posteriormente, pelo exército Qing, com a ajuda de Pai Mei e Fung Dou Dak, dois dos Cinco Anciões.

## Controvérsia
Alguns consideram que o mosteiro Shaolin do sul é uma obra de ficção e folclore. Shi Yongxin, atual abade do mosteiro Shaolin de Henan, diz que "em todos os registros do mosteiro Shaolin, eu nunca vi a expressão 'Shaolin do Sul'". Em resposta, o abade do mosteiro Shaolin de Chincheu (Fuquiém) diz que "Shaolin está, definitivamente, presente em Fujian, ninguém pode contestar ou afirmar este fato, sua história pode ser encontrada e provada."
O professor Barend J. ter Haar sugeriu "que histórias sobre o incêndio de um real ou mitológico templo Shaolin circularam no sul da China por volta do final do século XVIII, e foram assumidas por especialistas em artes marciais e pelas tríades".
O livro "Artes marciais do mundo: regiões e artes individuais" fornece histórias sobre o mosteiro Shaolin do sul como exemplos de alegações sem provas que, frequentemente, estão ligadas à origem de estilos marciais chineses. O livro diz:

Um exemplo envolve um mosteiro Shaolin na província de Fujian. Durante o século XIX, documentos da Sociedade do Céu e da Terra se referiam a um mosteiro Shaolin do sul na província de Fujian que teria originado estilos sulistas de arte marcial shaolin como o hong quan. Embora esta afirmação tenha sido repetida muitas vezes, alegando três locações diferentes para o mosteiro (Chincheu (Fuquiém), Putian e Fuqing), não foi apresentada nenhuma outra prova da existência do mosteiro.